# Indie Campers
A Indie Campers é uma empresa de aluguer de autocaravanas, que opera  no mercado Europeu e Americano, contando com uma frota própria de mais de 2000 veículos distribuídos por mais de 40 localizações em Portugal, Espanha, França, Itália, Alemanha, Holanda, Croácia, Reino Unido, Bélgica, Suíça, República da Irlanda, Suécia, Áustria, Islândia, Dinamarca, Noruega, e nos Estados Unidos. Para além da frota própria a Indie Campers conta com um Marketplace de caravanas que conta com mais de 1600 veículos de anfitriões privados.  

## História
A Indie Campers foi fundada em Lisboa, em 2013, pelo português Hugo Oliveira, que teve a ideia de negócio após uma viagem à Austrália em 2012, e pelo austríaco Stefan Koeppl, que lançou o projeto inicial com a ajuda e supervisão do programa “Erasmus for Young Entrepreneurs”, patrocinada pela União Europeia.
Em 2014, com o intuito de seguir uma carreira como investidor de capital de risco, Stefan Koeppl vendeu a sua participação na Indie Campers, deixando Hugo Oliveira como o único acionista da empresa.
Em 2015, a Indie Campers levantou a sua primeira ronda de financiamento (ronda seed), patrocinada pela sociedade de capital de risco Portugal Ventures em 140 mil euros. Esta participação foi readquirida em 2017 pelo fundador e CEO Hugo Oliveira, por 750 mil euros, uma vez que os objetivos de internacionalização e crescimento da empresa haviam sido concluídos.
Entre 2015 e 2017, a Indie Campers cresceu de 3 para 80 funcionários, distribuídos pela Sede e pela suas localizações operacionais, e multiplicou o seu volume de negócios 4 vezes por ano. Em Janeiro de 2018 foi anunciada a contratação de 150 novos funcionários para as áreas de Operações, Apoio ao Cliente, Marketing e Finanças.
Em 2020, a Indie Campers recebeu o prémio de empresa Portuguesa com maior crescimento na Europa entre os anos de 2015 e 2018, de acordo com ranking FT1000 Europe's Fastest Growing Companies elaborado pela Financial Times. Este ranking baseia-se na taxa de crescimento de receita, entre 2015 e 2018. Com um crescimento de 2878% neste intervalo, e um aumento de 210% de receita anual, a Indie Campers ocupa a posição 37 no ranking geral.
2021 foi um ano de expansão para a Indie Campers, a empresa expandiu as suas operações para os Estados Unidos, tornando-se assim um negócio transcontinental e lançou ainda um campervan Marketplace permitindo a empresas de aluguer de caravanas e proprietários privados alugarem os seus veículos através da plataforma.  

## Modelo de Negócio
A Indie Campers permite aos seus clientes o aluguer e compra de autocaravanas exclusivamente através de canais online.
Esta organização apresenta um modelo de negócio centrado na realocação das carrinhas entre as suas bases operacionais, de acordo com a disponibilidade de cada tipo de autocaravana e com a procura por cada localização. Isto faz com que a empresa minimize custos operacionais ao oferecer aos seus clientes a possibilidade de reservar viagens unidirecionais entre as localizações que serve.
No que toca ao produto, a Indie Campers utiliza carrinhas ligeiras de transporte de mercadorias, como Fiat Ducato, Mercedes Sprinter, Mercedes Vito e Volkswagen California, transformadas em autocaravanas (ver descrição dos produtos).
As carrinhas estão equipadas com camas, áreas de arrumação, fogão, arca refrigeradora, quarto de banho e Wi-Fi, apresentando de um modo geral um tamanho reduzido quando comparadas com as autocaravanas tradicionais.
Em Outubro de 2020 a Indie Campers anunciou o lançamento de um plano de subscrição de aluguer de autocaravanas, possibilitando os seus clientes de alugar uma autocaravana por um preço fixo mensal ou anual.